# Holstein (race bovine)
Pour les articles homonymes, voir Holstein (homonymie).
 (avril 2023).
Si vous disposez d'ouvrages ou d'articles de référence ou si vous connaissez des sites web de qualité traitant du thème abordé ici, merci de compléter l'article en donnant les références utiles à sa vérifiabilité et en les liant à la section « Notes et références ».
La holstein est une race bovine internationale.

## Origine
Elle appartient au rameau des races bovines du littoral de la mer du Nord, originaire de Frise et son nom vient de la région allemande Holstein. Cette région est le siège d'élevage bovin depuis plus de 2 000 ans. Bos primigenius y a été domestiqué, puis croisé avec des races venues lors des invasions à la chute de l'Empire romain. Cette race a été sélectionnée très tôt sur ses aptitudes laitières et a donné la race la plus efficace au monde. Elle atteint une production moyenne annuelle qui frôle les 10 000 kg avec ponctuellement des individus qui dépassent les 17 000 kg.
En raison des changements de souveraineté dans la région, le nom de la race bovine a pris plusieurs noms : frisonne, hollandaise, holstein…
Elle a été amenée en Amérique dès 1621 par les Hollandais, mais le gros du troupeau s'est constitué à la fin du XIXe siècle.
Sur le plan des effectifs, elle arrive en tête dans tous les pays où elle est élevée.
On dit que la plupart des bovins de race holstein descendent du troupeau de Thomas Bassett Macaulay, élevé sur sa ferme au Québec. Macaulay et le gestionnaire de la ferme, Joe Chandler, achetèrent un taureau nommé « Johanna Rag Apple Pabst » (aussi appelé « Old Joe »), pour la somme de 15 000 $. Il engendra 51 bouvillons et 44 génisses ; à la mort de Macaulay en 1942, le troupeau fut dispersé et continua à produire la plupart des purs-sangs du monde,,.

## Morphologie
Elle porte une robe pie noire aux taches bien délimitées. Ponctuellement, une robe pie rouge peut apparaitre : un élevage séparé de ces individus a donné la race red holstein, très proche de la pie noire. Les cornes sont courtes en forme de croissant, mais elles sont souvent supprimées dans les élevages. La sélection a été et est encore très forte. Elle a façonné une race dévouée à la production de lait. La mamelle est très volumineuse, bien veinée et les trayons adaptés à la traite mécanique. Son tronc est anguleux et son abdomen développé pour pouvoir digérer la plus grande masse de nourriture possible.

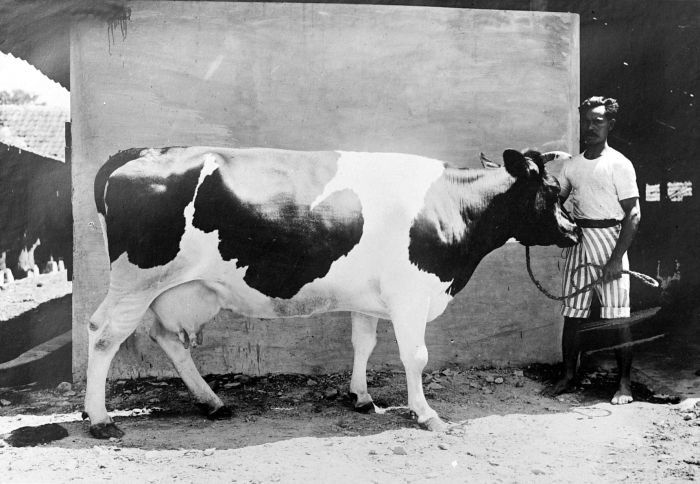
Vache de race holstein friesian née à Java

## Aptitudes
C'est la race la plus spécialisée en production laitière, championne du monde en quantité de lait produit. Des différences sont apparues entre les pays, selon la direction de sélection opérée. Elle porte en Europe sur la quantité de lait produite, mais aussi sur le taux butyreux et le taux protéique. Le lait est riche pour alimenter une industrie laitière et fromagère qui a des exigences techniques. 
Aux États-Unis et au Canada, la sélection entreprise plus rapidement et plus spécialement selon des critères de quantité produite et de conformation de la mamelle, sur une base de sélection large et homogène, a conduit à une très bonne productivité. Elle a donné des vaches donnant des quantités de lait considérables, mais dont la marche peut être gênée par des pis énormes. Au Canada, on a également sélectionné les meilleures conformations et recherché une meilleure longévité des animaux. En revanche, le taux de matière sèche n'est pas un critère primordial.
Du fait des échanges commerciaux, ces différences s'estompent. Les Européens importent de la semence américaine et canadienne pour augmenter la productivité de leurs élevages et les Américains importent (un peu) de semence européenne pour augmenter la richesse du lait. 
Ses qualités de laitières tentent d'être adaptées à des climats moins propices à son élevage. En Israël ou en Arabie saoudite, il y a des troupeaux importants et productifs. En zone climatique inverse, des croisements ont permis d'avoir des races efficaces en Sibérie et en Asie centrale.

## Dans la fiction
Dans La ferme se rebelle (2004), 45e Classique d'animation des studios Disney, Miss Caloway, l'une des héroïne est une vache holstein.

## Les noms de race dans le monde
- Deutsches schwarzbunte en Allemagne, zwartbont aux Pays-Bas (traductions de pie noire)
- Hollandaise, olandese...
- Holstein friesian en Amérique.
- Prim'Holstein en France